# Mendelson (groupe)
Pour les articles homonymes, voir Mendelson.
Pour les articles ayant des titres homophones, voir Mendelssohn et Mendelsohn.
Mendelson est un groupe de rock français. Le groupe, dont la formation a connu d'importants changements, a sorti sept albums dont L'Avenir est Devant en 1997, Quelque part en 2000, Seuls au sommet en 2003, avant de sortir en 2008 un double album, Personne ne le fera pour nous, qui marque la consécration critique du groupe suivi par le triple album Mendelson en 2013, ainsi que par Sciences politiques, album de réinterprétations de chansons politiques anglo-saxonnes en 2017.
Bouaziz annonce vouloir mettre un terme aux activités du groupe en 2021, après la sortie de l'album Le Dernier album. Cependant, un concert avec le groupe est annoncé en 2022.

## Biographie
Le groupe est formé en 1995, à l'origine comme duo, autour du chanteur Pascal Bouaziz. En 1997, le groupe sort son premier album, L'Avenir est devant, au label Lithium, qui est une « crémerie culte d’une scène rock indépendante où le chanté se muait volontiers en parlé et qui avait déjà mis au monde Dominique A et Diabologum », pour le journal Libération.
Avec le deuxième album, Quelque part, sorti en 2000, « la noirceur de l’ensemble éclabousse l’œuvre » pour l'Encylopédie du Rock. De nouveaux musiciens arrivent et densifient le duo originel avec notamment la contrebasse de Joëlle Léandre. En 2003 sort l'album Seuls au sommet, qui « oriente la création côté du groove. » Leur quatrième album, Personne ne le fera pour nous, sort en 2007, est au départ uniquement disponible sur le site web du groupe, avant d'être distribué à plus grande échelle par LiFe-LiVe et Rec-Son. Il obtient 4 clefs Télérama et la catégorie du meilleur album de l'année 2008 pour Bernard Lenoir à France Inter.
En 2017 sort l'album Sciences politiques aux labels L'Autre Distribution et Mediapop Éditions. Mediapop sort, à l'occasion de cette parution, l'intégrale des textes de Mendelson.
En 2021, ils sortent leur album Le Dernier album chez Ici, d'ailleurs..., album qui annonce l'envie des 25 membres du groupe de mettre fin à Mendelson,. À ce propos, Pascal Bouaziz explique en ses termes : « D’après la rumeur publique, ça n’est pas la première fois que je dis que c’est le dernier… Mais là, pour ne pas revenir sur ma parole, on l’a marqué dessus : « Le dernier album ». Comme ça, on ne pourra pas en faire un autre. De tout façon, je n’arrivais plus à écrire des textes pour Mendelson, je ne sais pas bien pourquoi. Le jukebox me semblait déjà plein et je n’arrivais plus à en ajouter de nouvelles. [...] Ce n’est pas une blague, même si ça peut sembler bizarre. C’est comme la chanson de Brel qui invite tout le monde à son enterrement. C’est une blague mais quand tu écoutes la chanson, tu te dis que ça n’est pas tout à fait une blague… »
Cependant, un concert de Mendelson est prévu à La Vapeur le 21 janvier 2022, mais reporté au vendredi 8 avril 2022 pour cause de conditions sanitaires.
Finalement, le tout dernier concert de Mendelson a lieu le 1er octobre 2022 au Lieu Unique à Nantes et officialise la séparation définitive du groupe.

## Clips
- Par chez nous - (1997) réalisé par Emmanuel Bacquet
- Marie-Hélène - (1997) réalisé par Rodolphe Cobetto-Caravanes
- L'Ardèche - (2003) réalisé par Emmanuel Bacquet
- Le Soulèvement - (2017) réalisé par Pierre Martin et Simon Gosselin